# Кутарба Герман Васильович
Герман Кутарба (рос. Ге́рман Васи́льевич Кута́рба; нар. 10 вересня 1978, Гагра, Грузинська РСР) — російський футболіст. Розпочинав кар'єру як захисник, але згодом був переведений на позицію півзахисника.

## Клубна кар'єра
Вихованець абхазького й адлерского футболу. Свій перший матч у вищій лізі російських першостей Кутарба провів за сочинську «Жемчужину» 7 вересня 1996 року, вийшовши на заміну в матчі проти калінінградської «Балтики». Першим голом відзначився 24 червня 1998 року в матчі проти владикавказької «Аланії», при чому оформив в тому матчі дубль.
Виступав за «Жемчужину», «Кубань», «Аланію». У 2001 році був запрошений Валерієм Газзаєвим у московське «Динамо». В середині сезону, коли Газзаєв залишив посаду головного тренера динамівців, керівництво відмовилося від послуг гравця, і той повернувся в «Аланію». Сезон 2002 року провів в грозненському «Тереку», разом з яким вийшов у Перший дивізіон. У 2003 році опинився знову в другій лізі, в складі владикавказької «Автодору». За словами гравця його контракт був відданий «Автодору» Газзаєвим як оплата трансферу Ігоря Яновського.
У середині 2003 року був узятий в оренду київським «Арсеналом», який очолював В'ячеслав Грозний. Кутарба очолював залік за системою «гол+пас» і навіть розглядався тодішнім тренером збірної Росії Георгієм Ярцевим як кандидат на включення в заявку на чемпіонат Європи 2004 року. Пізніше у столичного українського клубу виникли серйозні фінансові проблеми.
На початку 2005 року Кутарба отримав запрошення від московського «Динамо», яке тренував Олег Романцев. Отримавши пошкодження меніска напередодні початку сезону, Кутарба був прооперований і протягом близько двох місяців не міг виходити на поле. Пізніше, в травні 2005 року, Романцев пішов у відставку, а Кутарба в літнє трансферне вікно був виставлений на продаж. Гравець знову опинився в Україні в запорізькому «Металурзі» у тренера В'ячеслава Грозного. За запорізький клуб Кутарба відіграв один сезон.
Сезон 2007 року Кутарба почав у п'ятигорскому «Машуці», а в серпні повернувся в Україну, в сімферопольську «Таврію». Щоправда, за весь сезон гравець провів лише 5 матчів, всі п'ять разів виходячи на заміну. Влітку 2008 року перебував на перегляді у владивостоцькій «Луч-Енергії». В результаті поповнив склад ростовського СКА.
У 2010 році повернувся на батьківщину, виступав за місцеву «Гагру», з якою став чемпіоном Абхазії.

## Дискваліфікації
Кутарба відрізняється надмірною емоційністю й нестриманістю на полі, за що декілька разів отримував дискваліфікації.
У 1998 році, в матчі проти елістинского «Уралана», Кутарба завдав важкої травми 18-річному Олександру Воропаєву, від якої той так і не зміг оговтатися. Через деякий час Воропаєв завершив кар'єру. Кутарба був дискваліфікований на 10 матчів.
У 1999 році він отримав десятиматчеву дискваліфікацію за плювок і спроби фізичного впливу до судді.
У вересні 2005 року відсторонений від участі у восьми матчах за кидок м'яча в обличчя судді й удар суперника.